# John Haire, Baron Haire of Whiteabbey
John Edwin Haire, Baron Haire of Whiteabbey (* 14. November 1908; † 7. Oktober 1966) war ein britischer Politiker (Labour).

## Karriere
Bei der allgemeinen Wahl 1945 wurde er ins Unterhaus gewählt. Dort vertrat er Wycombe (Südost-England). Er konnte seinen Sitz bei der Wahl 1950 verteidigen, verlor ihn aber 1951. Dabei wurde er von William Astor von den Tories besiegt. 1965 wurde er zum Life Peer mit dem Titel „Baron Haire of Whiteabbey, of Newtownabbey in the County of Antrim“ (Nordirland) ernannt.
| Personendaten    | Personendaten                                                |
| ---------------- | ------------------------------------------------------------ |
| NAME             | Haire, John, Baron Haire of Whiteabbey                       |
| ALTERNATIVNAMEN  | Haire of Whiteabbey, John Edwin Haire Baron                  |
| KURZBESCHREIBUNG | britischer Politiker (Labour), Mitglied des House of Commons |
| GEBURTSDATUM     | 14. November 1908                                            |
| STERBEDATUM      | 7. Oktober 1966                                              |